# Bar Basso
Il Bar Basso è un locale di Milano, ubicato in via Plinio 39, noto come luogo di creazione del famoso cocktail Negroni sbagliato.

## Storia

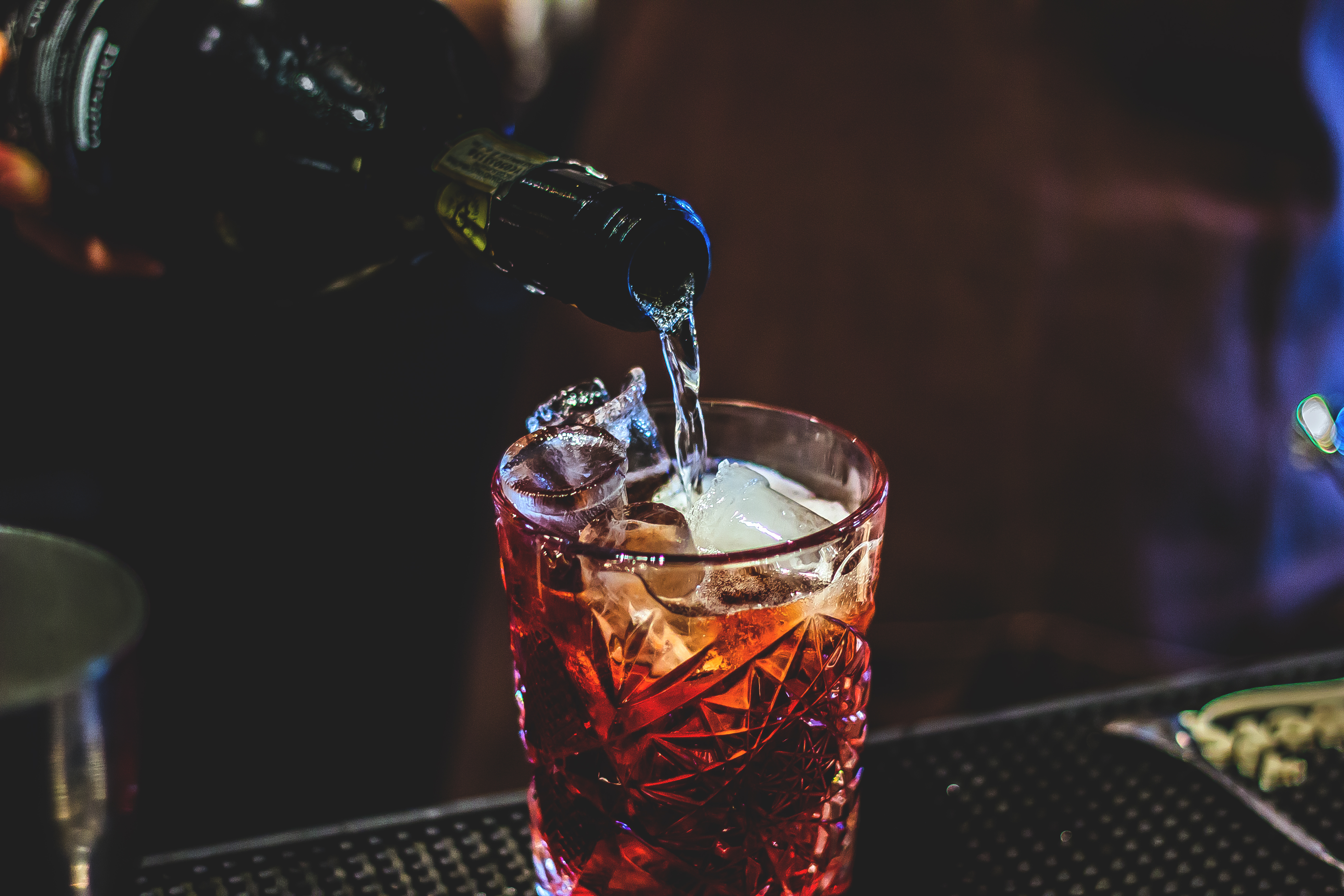
Preparazione del Negroni sbagliato, cocktail inventato nel 1972 nel Bar Basso

Il Bar Basso venne aperto nel 1933 da Giuseppe Basso, inizialmente come osteria nei pressi della Porta Vigentina. Dopo la seconda guerra mondiale, il locale venne riaperto nel 1947 nell'attuale sede di via Plinio, che nel 1967 venne acquistata dai barman veneziani Renato Hausamann e Mirko Stocchetto, noti per aver lavorato presso l'Hotel Monaco a Venezia in tempo di guerra e, successivamente, all'Harry's Bar di Venezia e all'Hotel Posta di Cortina d'Ampezzo per vent'anni.
Al Bar Basso si deve l'introduzione di nuovi cocktail: il Negroni sbagliato, nato nel 1972 da un errore commesso da Stocchetto, che versò spumante brut anziché gin all'interno di quello che doveva essere un classico Negroni, è il cocktail più noto del locale; il Mangia e bevi (1968), composto da gelato alla crema e alla nocciola, panna, liquori allo zabaione e al cioccolato, cherry brandy e guarnizione di fragole.
Già frequentato dai musicisti Pino Presti e Roberto Cacciapaglia, negli anni ottanta è stato luogo di ritrovo di artisti e designer fra i quali Luigi Serafini, James Irvine, Jasper Morrison, Marc Newson. Durante il Salone Internazionale del Mobile il locale, che nel tempo è stato arricchito da numerosi pezzi di design (dai bicchieri da cocktail alle insegne esterne), è divenuto un luogo di incontro dei partecipanti all'evento.